# Spanioneura fonscolombii
Spanioneura fonscolombii är en insektsart som beskrevs av W. Foerster 1848. Spanioneura fonscolombii ingår i släktet Spanioneura och familjen rundbladloppor. Inga underarter finns listade i Catalogue of Life.